# 田上 (鹿児島市)
田上（たがみ）は、鹿児島県鹿児島市の町丁。旧薩摩国鹿児島郡鹿児島近在田上村、鹿児島郡西武田村大字田上。郵便番号は田上一丁目から田上八丁目までは890-0034、田上町は890-0035。人口は11,573人、世帯数は5,670世帯（2020年4月1日現在）。田上一丁目から田上八丁目及び田上町があり、田上一丁目から田上八丁目までにおいて住居表示を実施している。
1889年（明治22年）の町村制施行から1934年（昭和9年）に鹿児島市に編入されるまで存在していた自治体である西武田村の村役場所在地であった。1988年（昭和63年）には九州自動車道など4本の自動車専用道路が交わる鹿児島インターチェンジが設置され、交通の要衝となっている。

## 地理
鹿児島市西部、田上川の中流域及び脇田川の上流域に位置している。町域の北方に武岡、小野町、西別府町、南方に宇宿、向陽、桜ケ丘、唐湊、西方に山田町、星ヶ峯、西陵、西別府町、東方に武、上荒田町、田上台、紫原、広木が接している。
かつては田上一帯は田園地帯であったが、現在は住宅地となっている。町域の東部を中心として鹿児島湾に向けた扇状地となっており、南東方向に新川（田上川）が流れ、甲突川に向けて田上川を中心とした「田上デルタ」が形成されている。また、町域の南部を脇田川が流れる。

### 河川
- 新川（別称：田上川）
- 脇田川

### 町名の由来
「かごしま市史こばなし」によれば、現在の武と田上付近は稲田が多く、地形からみて「稲田の上」であることから起こった地名であるとされる。

## 歴史

### 田上の成立と中世
田上という地名は鎌倉時代より見え、薩摩国鹿児島郡のうちであった。戦国時代には田上名とも呼ばれていた。文保元年（1317年）の薩摩国御家人交名注文によれば鹿児島の御家人として「田上領主」という記述が見える。この田上領主は鹿児島郡の郡司の矢上一族の庶子一族であったとされる。当時矢上氏は鹿児島郡の要所において一族を分置し、その一族を統轄していたという。
正平7年（1353年）には島津貞久によって代官職の伊地知彦七に対して田上の半分が与えられている。文和3年（1354年）には鎮西管領一色範氏によって島津貞久に対し田上の所領が与えられた。天正年間には武村と共に開発がすすめられた。

### 近世の田上村
江戸時代には薩摩国鹿児島郡鹿児島近在のうちであった。鹿児島近在のうちでは「近名」に属していた。村高は「天保郷帳」では1,252石余、「郡村高辻帳」では1,252石余、「三州御治世要覧」では1,263石余、「旧高旧領取調帳」では1,054石余であった。田上村には庄屋が配置されており、名主が4名、名頭が41名となっていた。
安政4年（1857年）には、島津斉彬によって薩摩藩における最初の機械紡績工場として田上水車館が置かれ、慶応3年（1867年）まで操業された。
明治時代になり、明治3年（1870年）に調査が実施され、その結果田上村の生産力が低かったことから西別府村の小牧が田上村に編入されたが、西別府村は田上村以上に貧村であったことから再び小牧は西別府村に編入され、その代わりに宇宿村の広木が田上村に編入された。また、広木の編入について、谷山郷に属していた宇宿村では薩摩藩において禁制となっていた一向宗の取り締まりが谷山郷士によって厳しく行われており、そのことから鹿児島近在への編入を願い出たという伝承がある。明治時代初期の「鹿児島県地誌」によれば、田上村は士族に比べ平民が多く、平民のうち農民が多くを占めており、農村であった。村域内には戸長役場が設置されていた。1876年（明治9年）には郷校が設置された。この郷校は田上尋常高等小学校、田上国民学校を経て、鹿児島市立田上小学校となる。

### 町村制施行から第二次世界大戦まで
1889年（明治22年）には町村制施行に伴い鹿児島近在のうちの田上村及び武村、西別府村の区域より鹿児島郡西武田村が成立した。それに伴ってそれまでの田上村は西武田村の大字「田上」となった。蛭田には西武田村役場が置かれた。
1911年（明治44年）9月30日には、「 市村の境界変更」（明治44年鹿児島県告示第400号）により、鹿児島市大字荒田のうち城ヶ平、芝生迫、笠松平、高原、高榮迫、陣ヶ平、陣ヶ迫、丸岡、境迫、小原、大原、美代原、久見木迫、大迫、陣ヶ尾、陣ヶ原、馬籠、岸ノ下、内城が鹿児島郡西武田村大字田上に編入された。
1914年（大正3年）1月12日に鹿児島湾を震源として発生した桜島地震の影響により字域内の天神ヶ瀬戸において県道が高さ約3.6m、長さ約54mにわたって崩壊した。当日に発生した桜島の大噴火（桜島の大正大噴火）により鹿児島市街から鹿児島郡谷山村大字山田（現：鹿児島市山田町）に向け避難中であった20名以上が下敷きとなり、鹿児島警察署の巡査、西武田村・谷山村の村民により救助作業が行われたが9名が死亡した。その他にも田上川の堤防に亀裂が生じたり、田上尋常高等小学校（現在の鹿児島市立田上小学校）において亀裂が入り液状化現象が発生した。
1927年（昭和2年）に鹿児島県によって発刊された「桜島大正噴火誌」には天神ヶ瀬戸の被害について以下のように記録されている。

谷山村山田へ向け避難せんとする途中鹿児島郡西武田村田上字天神ヶ瀬戸を通過せんとする折しも午後六時過ぎの強震襲来して高さ二十余間の断崖絶壁は轟然たる一大音響の下に崩壊し、幅約九尺の道路は長さ十二、三間に渉りて土砂を以て埋められ九名の圧死者を生じたれば鹿児島警察署は巡査を派遣し谷山、西武田、両村民多数出で十一日の日子を要し延人千三百五十三名の人員を使役して漸く其死体を発掘したりしが其惨状実に言語に絶せりと。
—桜島大正噴火誌
1934年（昭和9年）8月1日に西武田村が鹿児島郡中郡宇村及び吉野村と共に鹿児島市に編入された。同日発行の鹿児島県公報に掲載された鹿児島県告示「 鹿兒島市内大字名廢止町名改稱竝ニ區域變更」により「田上ヲ廢止シ其ノ區域ヲ田上町（タガミテウ）ト」することが鹿児島県知事によって許可され、西武田村の大字田上を廃し、その区域を以て新たに鹿児島市の町「田上町」が設置された。
第二次世界大戦中の1945年（昭和20年）4月8日には田上町付近においてアメリカ軍による空襲が行われ（鹿児島大空襲）、空襲によって田上国民学校（現在の鹿児島市立田上小学校）の校舎が一部倒壊する被害を受けた。

### 第二次世界大戦後の田上

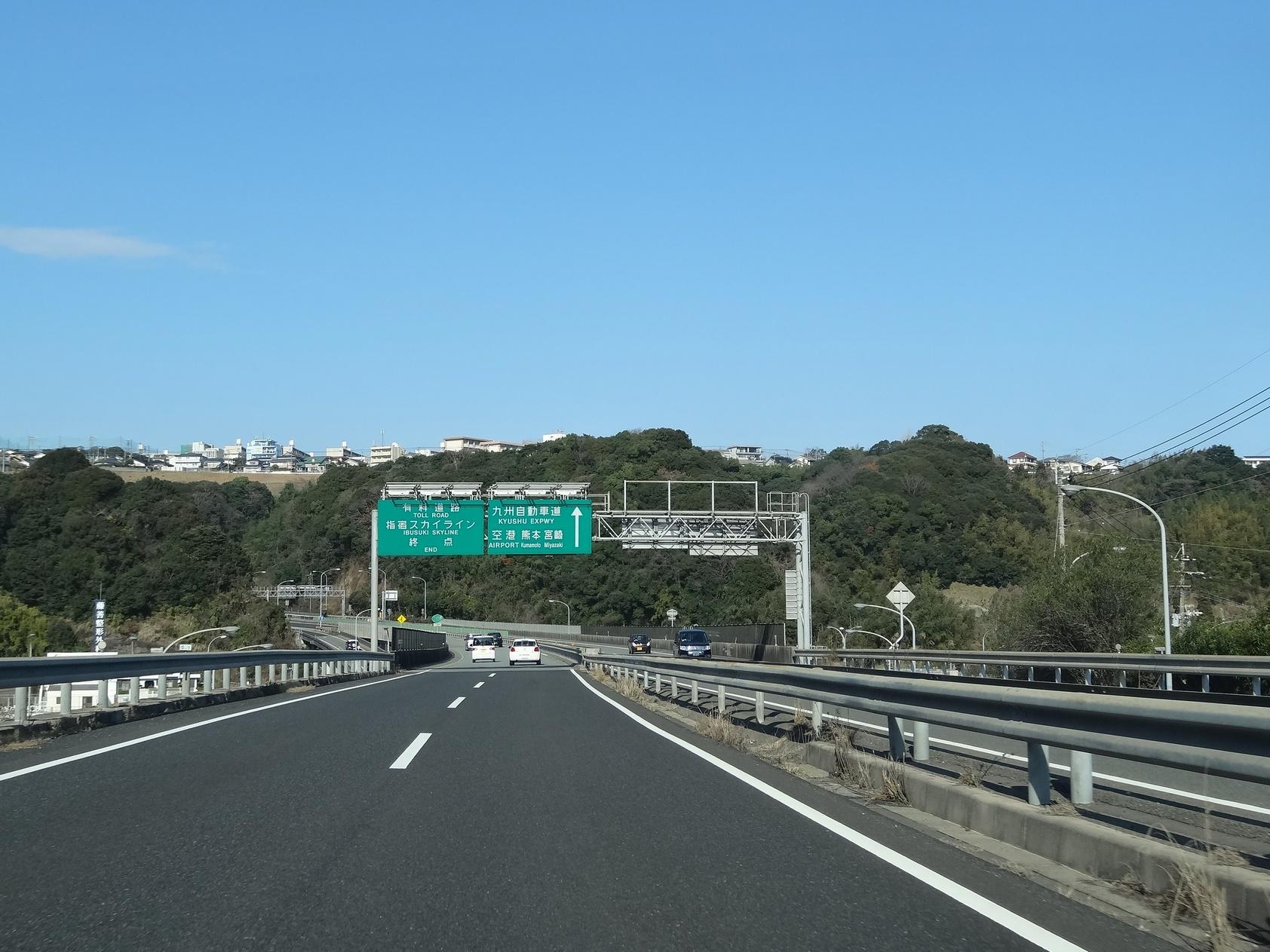
1988年に供用を開始した鹿児島インターチェンジ。4本の自動車専用道路が交わる交通の要衝であり、青森県から続く日本の縦貫自動車道の南端である。

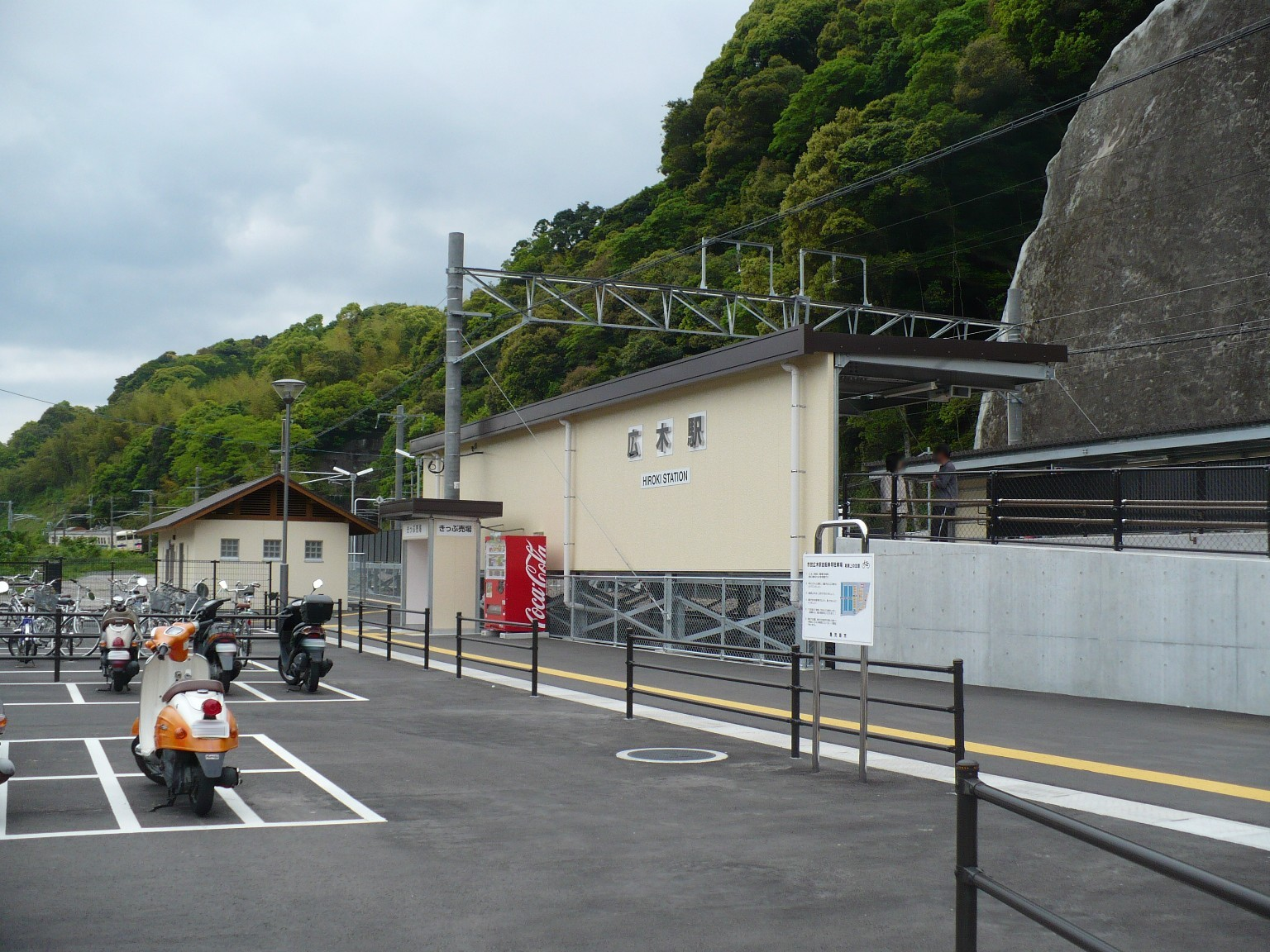
2009年に設置された広木駅。30年にわたる請願活動により設置された。

1970年代より田上町周辺において、紫原団地、桜ケ丘団地、武岡団地、西郷団地、田上団地などの大型団地が建設されている。これにより田上町より多くの町が分割されたほか、住居表示に関する法律に基づく住居表示が実施されたのに伴い町の区域の再編が実施された。
1970年（昭和45年）7月1日に紫原団地の区域にあたる宇宿町、鴨池町、郡元町、田上町の各一部より分割され、宇宿町の一部及び鴨池町の一部並びに田上町の一部より紫原六丁目、田上町の一部及び宇宿町の一部より紫原七丁目がそれぞれ設置された。
1978年（昭和53年）1月15日に田上町、常盤町の各一部において鹿児島市住宅公社が造成を行った武岡団地の区域に町丁が設置され、田上町及び常盤町の各一部より武岡一丁目、田上町の一部より武岡二丁目、武岡三丁目が設置され、同年10月24日には、宇宿町・田上町・中山町・山田町の各一部にあたる桜ケ丘団地において換地処分が終了したのに伴い、中山町・山田町・宇宿町・田上町の各一部より桜ケ丘一丁目が設置された。1979年（昭和54年）7月16日には原良団地地区（原良団地、永吉団地、武岡ハイランド）において住居表示が実施されることとなり、武岡ハイランドの区域にあたる田上町・小野町の各一部より武岡四丁目が設置された。
1980年（昭和55年）7月28日に西郷団地地区において住居表示が実施され、町域の再編が実施された。これにより田上町、西別府町の各一部より西陵一丁目及び西陵二丁目が新たに設置され、田上町・武町・常盤町の各一部より武三丁目が設置された。また、同年には1967年（昭和42年）に計画が決定された「武・田上地区土地区画整理事業」が完工した。総事業費は65億7500万円であった。
1986年（昭和61年）2月10日には田上団地地区及び東田上地区において住居表示が実施されることとなった。これに伴い町の区域の再編が実施され、田上町及び武町の各一部より「田上一丁目」、田上町及び上荒田町の各一部より「田上二丁目」、田上町の一部より「田上三丁目」が設置され、田上町の一部より田上台一丁目から田上台三丁目まで、田上町及び西別府町の各一部より田上台四丁目が設置された。また田上町の一部が紫原七丁目に編入された。
1988年（昭和63年）2月15日には、1980年（昭和55年）に住居表示が実施された区域以外の西郷団地地区の区域で住居表示が実施され、田上町・西別府町の各一部より西陵六丁目が設置され、田上町の一部が西陵二丁目に編入された。同年3月29日には九州自動車道、指宿スカイライン、国道3号鹿児島バイパスの開通に伴い、田上町に鹿児島インターチェンジが設置された。10月19日には、南九州西回り自動車道の鹿児島西インターチェンジも設置された。
1989年（平成元年）2月13日に星ヶ峯団地地区において住居表示が実施されることとなったのに伴い、田上町・山田町の各一部より星ヶ峯一丁目、田上町・山田町・五ケ別府町の各一部より星ヶ峯二丁目が設置された。1990年（平成2年）2月13日には田上町中園地区において住居表示が実施されることとなり、それに伴い町の区域の再編が実施された。田上町及び西別府町の各一部より「田上五丁目」、田上町の一部より「田上六丁目」、「田上七丁目」、田上町及び西別府町の各一部より「田上八丁目」が新たに設置され、田上町の一部が武岡三丁目、西陵一丁目及び西陵三丁目に編入され、田上町及び田上一丁目の一部が武三丁目にそれぞれ編入された。1993年（平成5年）3月1日には唐湊地区において住居表示が実施されることとなり、田上町・鴨池町・郡元町の各一部より唐湊一丁目、田上町及び鴨池町の各一部より唐湊二丁目が設置され、鴨池町の一部及び田上町の一部が田上台一丁目に編入された。1994年（平成6年）10月14日には田上町及び常盤町の各一部が武岡一丁目に編入された。1999年（平成11年）には田上町の一部が西陵六丁目に編入された。
2005年（平成17年）2月7日には小野町加志喜地区において住居表示が実施され小野町の一部が田上八丁目に編入された。2007年（平成19年）10月29日には常盤地区で住居表示が実施されることとなり、常盤町と田上町の一部が武岡一丁目に編入された。2009年（平成21年）3月14日には、田上町の旧広木信号場跡地に広木駅が設置された。
2011年（平成23年）2月14日に田上町の一部が田上台三丁目、紫原五丁目に編入され、田上町・宇宿町の一部より広木一丁目及び広木二丁目、向陽一丁目、宇宿八丁目が新設された。2013年（平成25年）2月18日には田上町の一部が広木二丁目に編入され、田上町及び宇宿町の一部より分割され広木三丁目が設置された。2015年（平成27年）11月9日に、田上町の一部が広木二丁目及び広木三丁目に編入された。

### 町域の変遷
| 変更実施後                       | 変更実施年         | 変更実施前               |
| -------------------------------- | ------------------ | ------------------------ |
| 鹿児島郡西武田村大字田上（編入） | 1911年（明治44年） | 鹿児島市大字荒田（一部） |
| 紫原六丁目（新設）               | 1970年（昭和45年） | 田上町（一部）           |
| 紫原六丁目（新設）               | 1970年（昭和45年） | 宇宿町（一部）           |
| 紫原六丁目（新設）               | 1970年（昭和45年） | 鴨池町（一部）           |
| 紫原七丁目（新設）               | 1970年（昭和45年） | 田上町（一部）           |
| 紫原七丁目（新設）               | 1970年（昭和45年） | 宇宿町（一部）           |
| 武岡一丁目（新設）               | 1978年（昭和53年） | 田上町（一部）           |
| 武岡一丁目（新設）               | 1978年（昭和53年） | 常盤町（一部）           |
| 武岡二丁目（新設）               | 1978年（昭和53年） | 田上町（一部）           |
| 武岡三丁目（新設）               | 1978年（昭和53年） | 田上町（一部）           |
| 桜ケ丘一丁目（新設）             | 1978年（昭和53年） | 田上町（一部）           |
| 桜ケ丘一丁目（新設）             | 1978年（昭和53年） | 宇宿町（一部）           |
| 桜ケ丘一丁目（新設）             | 1978年（昭和53年） | 中山町（一部）           |
| 桜ケ丘一丁目（新設）             | 1978年（昭和53年） | 山田町（一部）           |
| 武岡四丁目（新設）               | 1979年（昭和54年） | 田上町（一部）           |
| 武岡四丁目（新設）               | 1979年（昭和54年） | 小野町（一部）           |
| 西陵一丁目（新設）               | 1980年（昭和55年） | 田上町（一部）           |
| 西陵一丁目（新設）               | 1980年（昭和55年） | 西別府町（一部）         |
| 西陵二丁目（新設）               | 1980年（昭和55年） | 田上町（一部）           |
| 西陵二丁目（新設）               | 1980年（昭和55年） | 西別府町（一部）         |
| 武三丁目（新設）                 | 1980年（昭和55年） | 田上町（一部）           |
| 武三丁目（新設）                 | 1980年（昭和55年） | 武町（一部）             |
| 武三丁目（新設）                 | 1980年（昭和55年） | 常盤町（一部）           |
| 田上一丁目（新設）               | 1986年（昭和61年） | 田上町（一部）           |
| 田上一丁目（新設）               | 1986年（昭和61年） | 武町（一部）             |
| 田上二丁目（新設）               | 1986年（昭和61年） | 田上町（一部）           |
| 田上二丁目（新設）               | 1986年（昭和61年） | 上荒田町（一部）         |
| 田上三丁目（新設）               | 1986年（昭和61年） | 田上町（一部）           |
| 田上台一丁目（新設）             | 1986年（昭和61年） | 田上町（一部）           |
| 田上台二丁目（新設）             | 1986年（昭和61年） | 田上町（一部）           |
| 田上台三丁目（新設）             | 1986年（昭和61年） | 田上町（一部）           |
| 田上台四丁目（新設）             | 1986年（昭和61年） | 田上町（一部）           |
| 田上台四丁目（新設）             | 1986年（昭和61年） | 西別府町（一部）         |
| 紫原七丁目（編入）               | 1986年（昭和61年） | 田上町（一部）           |
| 西陵六丁目（新設）               | 1988年（昭和63年） | 田上町・（一部）         |
| 西陵六丁目（新設）               | 1988年（昭和63年） | 西別府町（一部）         |
| 西陵二丁目（編入）               | 1988年（昭和63年） | 田上町（一部）           |
| 星ヶ峯一丁目（新設）             | 1989年（平成元年） | 田上町（一部）           |
| 星ヶ峯一丁目（新設）             | 1989年（平成元年） | 山田町（一部）           |
| 星ヶ峯二丁目（新設）             | 1989年（平成元年） | 田上町（一部）           |
| 星ヶ峯二丁目（新設）             | 1989年（平成元年） | 山田町（一部）           |
| 星ヶ峯二丁目（新設）             | 1989年（平成元年） | 五ケ別府町（一部）       |
| 田上五丁目（新設）               | 1990年（平成2年）  | 田上町（一部）           |
| 田上五丁目（新設）               | 1990年（平成2年）  | 西別府町（一部）         |
| 田上六丁目（新設）               | 1990年（平成2年）  | 田上町（一部）           |
| 田上七丁目（新設）               | 1990年（平成2年）  | 田上町（一部）           |
| 田上八丁目（新設）               | 1990年（平成2年）  | 田上町（一部）           |
| 田上八丁目（新設）               | 1990年（平成2年）  | 西別府町（一部）         |
| 武岡三丁目（編入）               | 1990年（平成2年）  | 田上町（一部）           |
| 西陵一丁目（編入）               | 1990年（平成2年）  | 田上町（一部）           |
| 西陵三丁目（編入）               | 1990年（平成2年）  | 田上町（一部）           |
| 武三丁目（編入）                 | 1990年（平成2年）  | 田上一丁目（一部）       |
| 武三丁目（編入）                 | 1990年（平成2年）  | 田上町（一部）           |
| 唐湊一丁目（新設）               | 1993年（平成5年）  | 田上町（一部）           |
| 唐湊一丁目（新設）               | 1993年（平成5年）  | 鴨池町（一部）           |
| 唐湊一丁目（新設）               | 1993年（平成5年）  | 郡元町（一部）           |
| 唐湊二丁目（新設）               | 1993年（平成5年）  | 田上町（一部）           |
| 唐湊二丁目（新設）               | 1993年（平成5年）  | 鴨池町（一部）           |
| 田上台一丁目（編入）             | 1993年（平成5年）  | 田上町（一部）           |
| 田上台一丁目（編入）             | 1993年（平成5年）  | 鴨池町（全域）           |
| 武岡一丁目（編入）               | 1994年（平成6年）  | 田上町（一部）           |
| 武岡一丁目（編入）               | 1994年（平成6年）  | 常盤町（一部）           |
| 西陵六丁目（編入）               | 1999年（平成11年） | 田上町（一部）           |
| 田上八丁目（編入）               | 2005年（平成17年） | 小野町（一部）           |
| 武岡一丁目（編入）               | 2007年（平成19年） | 田上町（一部）           |
| 武岡一丁目（編入）               | 2007年（平成19年） | 常盤町（一部）           |
| 田上台三丁目（編入）             | 2011年（平成23年） | 田上町（一部）           |
| 紫原五丁目（編入）               | 2011年（平成23年） | 田上町（一部）           |
| 紫原五丁目（編入）               | 2011年（平成23年） | 宇宿町（一部）           |
| 宇宿八丁目（新設）               | 2011年（平成23年） | 宇宿町（一部）           |
| 宇宿八丁目（新設）               | 2011年（平成23年） | 田上町（一部）           |
| 広木一丁目（新設）               | 2011年（平成23年） | 田上町（一部）           |
| 広木一丁目（新設）               | 2011年（平成23年） | 宇宿町（一部）           |
| 広木二丁目（新設）               | 2011年（平成23年） | 田上町（一部）           |
| 向陽一丁目（新設）               | 2011年（平成23年） | 田上町（一部）           |
| 向陽一丁目（新設）               | 2011年（平成23年） | 宇宿町（一部）           |
| 広木二丁目（編入）               | 2013年（平成25年） | 田上町（一部）           |
| 広木三丁目（新設）               | 2013年（平成25年） | 田上町（一部）           |
| 広木三丁目（新設）               | 2013年（平成25年） | 宇宿町（一部）           |
| 広木二丁目（編入）               | 2015年（平成27年） | 田上町（一部）           |
| 広木三丁目（編入）               | 2015年（平成27年） | 田上町（一部）           |

## 人口

### 町丁別
|            | 世帯数 | 人口   |
| ---------- | ------ | ------ |
| 田上一丁目 | 469    | 947    |
| 田上二丁目 | 676    | 1,407  |
| 田上三丁目 | 460    | 1,003  |
| 田上四丁目 | 351    | 710    |
| 田上五丁目 | 1,364  | 2,815  |
| 田上六丁目 | 958    | 1,818  |
| 田上七丁目 | 680    | 1,398  |
| 田上八丁目 | 445    | 857    |
| 田上町     | 267    | 618    |
| 計         | 5,670  | 11,573 |

### 人口の推移
以下の表は国勢調査による小地域集計が開始された1995年以降の人口の推移である。
| 年                 | 人口   |
| ------------------ | ------ |
| 1995年（平成7年）  | 14,596 |
| 2000年（平成12年） | 15,267 |
| 2005年（平成17年） | 15,219 |
| 2010年（平成22年） | 14,876 |
| 2015年（平成27年） | 11,636 |

## 施設

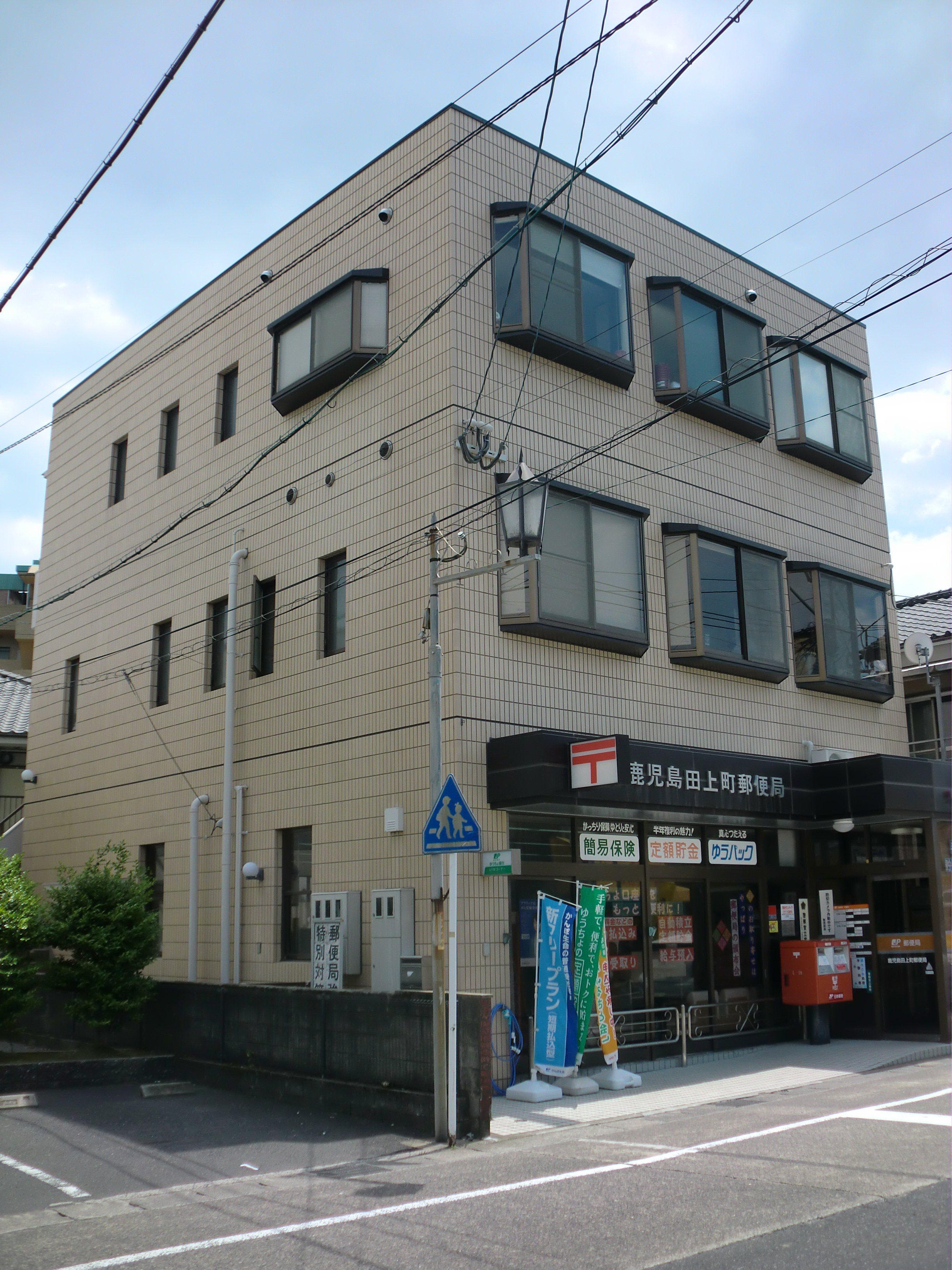
鹿児島田上町郵便局

### 公共
- 鹿児島県警察鹿児島西警察署田上交番[85]
- 鹿児島市消防局西消防署田上分遣隊[86]
- 鹿児島市動物管理事務所[87][88]
- 田上福祉館[89]
- 広木公園[90]

### 教育

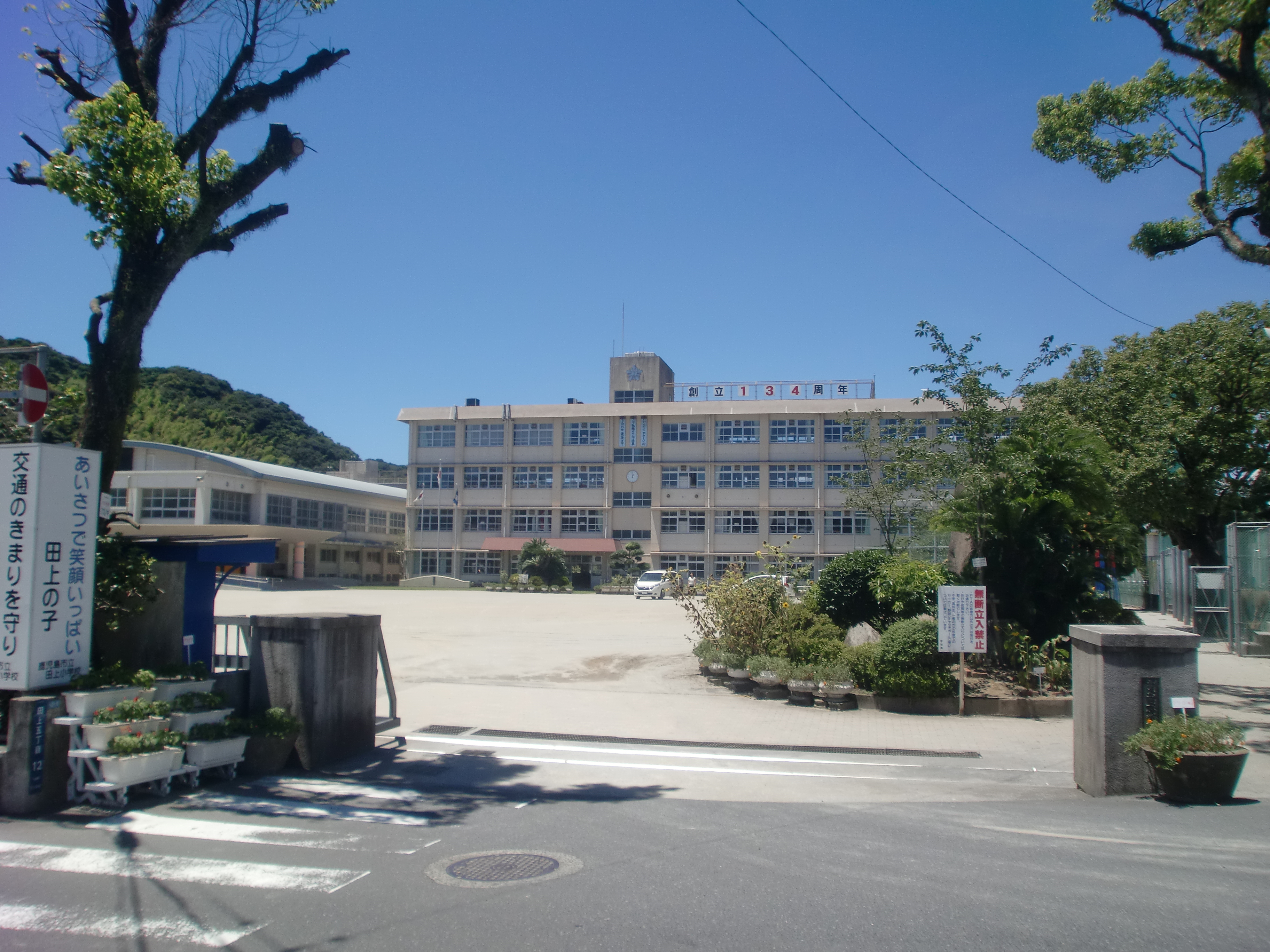
鹿児島市立田上小学校

- 鹿児島医療福祉専門学校[91]
- 鹿児島環境・情報専門学校
- 学校法人永吉学園鹿児島公務員専修学校[91]
- 学校法人永吉学園鹿児島英語専修学校[91]
- 鹿児島市立田上小学校[92]
- 学校法人永吉学園田上幼稚園[93]
- ひばり幼稚園[93]
- 田上キッズ保育園 (田上幼稚園内に設置)
- 田上保育園
- 鹿児島ショコラ保育園
- 田上メイジ保育園

### 郵便局
- 鹿児島田上町郵便局[94]
- 大峰橋簡易郵便局[95]

### その他
- 田上自動車学校

## 教育

### 専門学校
田上には鹿児島医療福祉専門学校、鹿児島環境・情報専門学校、鹿児島公務員専修学校、鹿児島英語専修学校が設置されている。

### 小学校
田上には鹿児島市立田上小学校が設置されている。
鹿児島市立田上小学校は、1876年（明治9年）に鍋ヶ宇都に郷校として設置され、1888年（明治21年）に現在地に移転した。1901年（明治34年）に高等科を併設し、田上尋常高等小学校となり、1934年（昭和9年）に西武田村が鹿児島市に編入されたのに伴い鹿児島市立となった。その後、国民学校を経て1947年（昭和22年）に鹿児島市立田上小学校となった。

### 小・中学校の学区
市立小・中学校に通う場合、学区（校区）は以下の通りとなる。
| 町丁       | 番・番地                     | 小学校                 | 中学校                 |
| ---------- | ---------------------------- | ---------------------- | ---------------------- |
| 田上一丁目 | 全域                         | 鹿児島市立田上小学校   | 鹿児島市立武中学校     |
| 田上二丁目 | 1 - 23                       | 鹿児島市立武小学校     | 鹿児島市立武中学校     |
| 田上二丁目 | 上記以外の全域               | 鹿児島市立田上小学校   | 鹿児島市立武中学校     |
| 田上三丁目 | 全域                         | 鹿児島市立田上小学校   | 鹿児島市立武中学校     |
| 田上四丁目 | 全域                         | 鹿児島市立田上小学校   | 鹿児島市立武中学校     |
| 田上五丁目 | 全域                         | 鹿児島市立田上小学校   | 鹿児島市立武中学校     |
| 田上六丁目 | 全域                         | 鹿児島市立田上小学校   | 鹿児島市立武中学校     |
| 田上七丁目 | 全域                         | 鹿児島市立田上小学校   | 鹿児島市立武中学校     |
| 田上八丁目 | 1 - 3、5 - 13                | 鹿児島市立田上小学校   | 鹿児島市立武中学校     |
| 田上八丁目 | 上記以外の全域               | 鹿児島市立田上小学校   | 鹿児島市立西陵中学校   |
| 田上町     | 武岡ピュアタウン中央団地など | 鹿児島市立武岡小学校   | 鹿児島市立武岡中学校   |
| 田上町     | 森山団地、広木住宅           | 鹿児島市立広木小学校   | 鹿児島市立紫原中学校   |
| 田上町     | 一部                         | 鹿児島市立向陽小学校   | 鹿児島市立紫原中学校   |
| 田上町     | 西紫原台                     | 鹿児島市立西紫原小学校 | 鹿児島市立西紫原中学校 |
| 田上町     | その他                       | 鹿児島市立田上小学校   | 鹿児島市立武中学校     |

## 交通

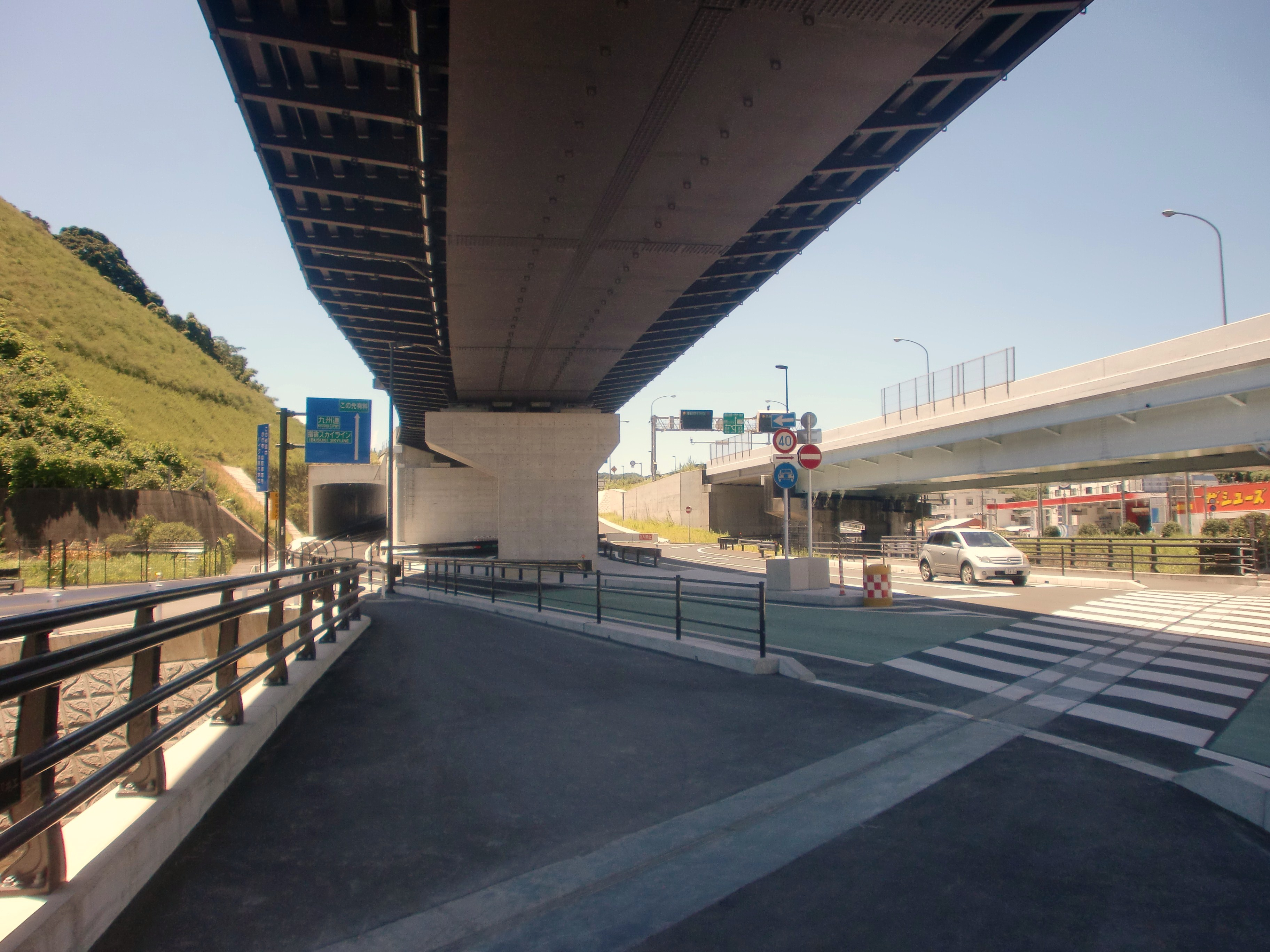
田上インターチェンジ

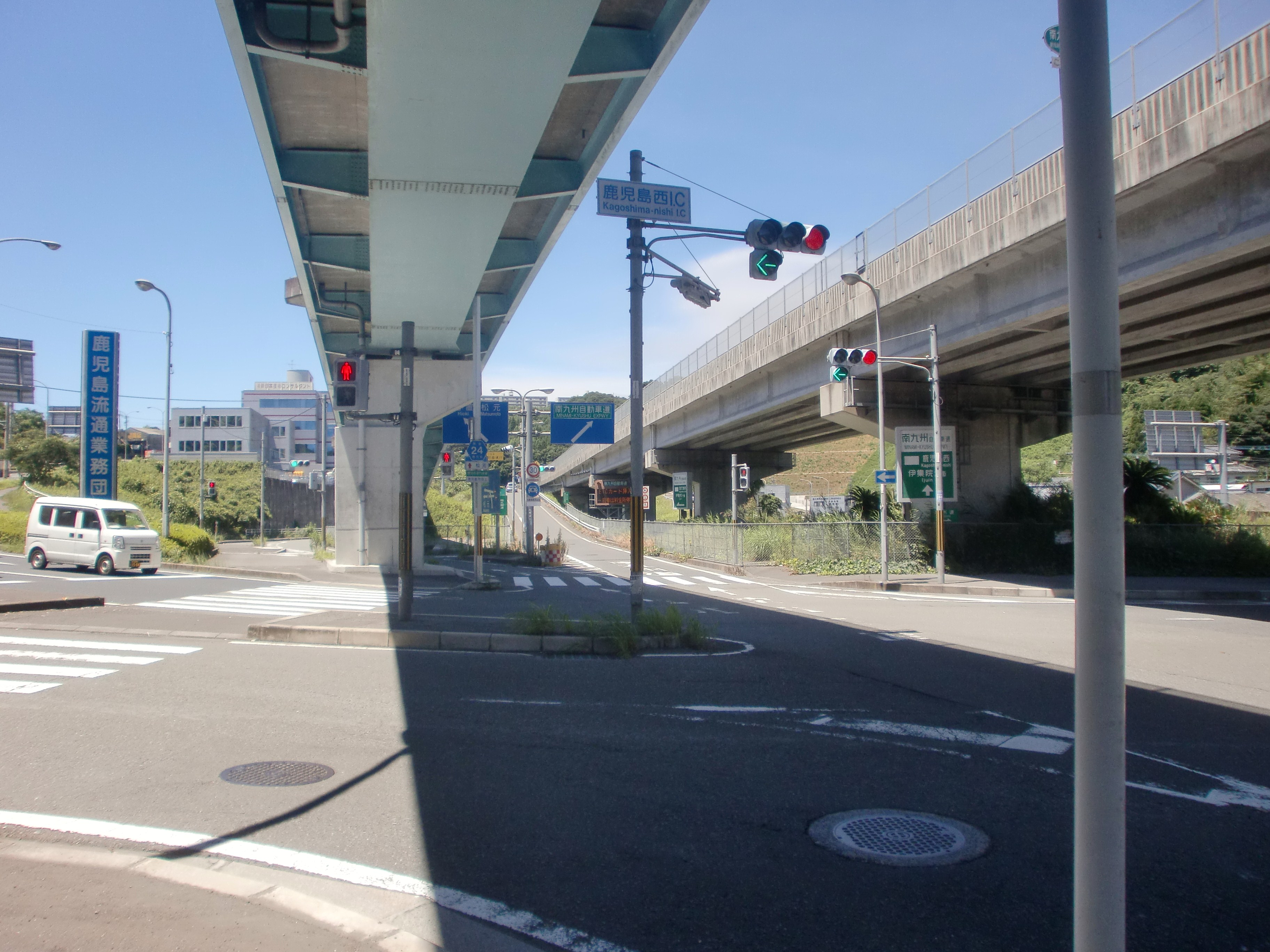
鹿児島西インターチェンジ

北西部には鹿児島インターチェンジがある。鹿児島インターチェンジは九州自動車道（東九州自動車道の重複区間）の終点であり、本州からの高速自動車国道の縦貫道としては最南端に位置する。また、指宿スカイライン、南九州西回り自動車道の終点であり、南薩縦貫道、鹿児島東西幹線道路及び国道3号鹿児島バイパスの起点である。
鹿児島インターチェンジの他に町域内には南九州西回り自動車道の鹿児島西インターチェンジが鹿児島インターチェンジの西側にあり、鹿児島東西幹線道路の田上インターチェンジが鹿児島インターチェンジの東側にある。
2010年には田上インターチェンジが供用開始されるなど交通アクセスが改善されているが、新川沿いを通る鹿児島県道24号鹿児島東市来線は線形が悪く、道幅が狭いなどの要因により武地区と連続して現在区画整理事業が行われる予定である。さらに南部には鹿児島本線とそれに沿って鹿児島県道35号永吉入佐鹿児島線が通っている。

### 鉄道
九州旅客鉄道鹿児島本線
- 広木駅
1913年（大正2年）の川内線（のちの鹿児島本線）東市来駅～鹿児島駅間の開通以降、広木駅開業まで町域内には駅は所在していなかったが、2009年（平成21年）3月14日に広木駅として田上町に開業した。

### 道路

#### 路線
高速自動車国道
- 九州縦貫自動車道鹿児島線（九州自動車道）

一般国道
- 国道3号
  - 南九州西回り自動車道（鹿児島道路）
  - 鹿児島東西幹線道路（鹿児島東西道路）
  - 鹿児島バイパス

主要地方道
- 鹿児島県道17号指宿鹿児島インター線（指宿スカイライン）
- 鹿児島県道24号鹿児島東市来線
- 鹿児島県道35号永吉入佐鹿児島線

#### インターチェンジ
- 鹿児島インターチェンジ（九州自動車道・南九州西回り自動車道・指宿スカイライン・鹿児島東西幹線道路）
- 鹿児島西インターチェンジ（南九州西回り自動車道）
- 田上インターチェンジ（鹿児島東西幹線道路）